# Colónia
Em política, chama-se colónia (português europeu) ou colônia (português brasileiro) a um território ocupado e administrado por um ou mais indivíduos com poder militar ou por representantes do governo de um país a que esse território não pertencia (metrópole).
Tal pode acontecer contra a vontade dos seus habitantes que muitas vezes são desapossados de parte dos seus bens (como terra arável ou de pastagem) e de eventuais direitos políticos que detinham. Como o foi com os indígenas que habitavam nas Américas e tiveram as suas terras ocupadas e colonizadas pelos europeus. Tal é o caso do Canadá, Argentina, Estados Unidos, Bolívia, Austrália, Barbados e outros, antes habitados por indígenas.

## História

### Antiguidade

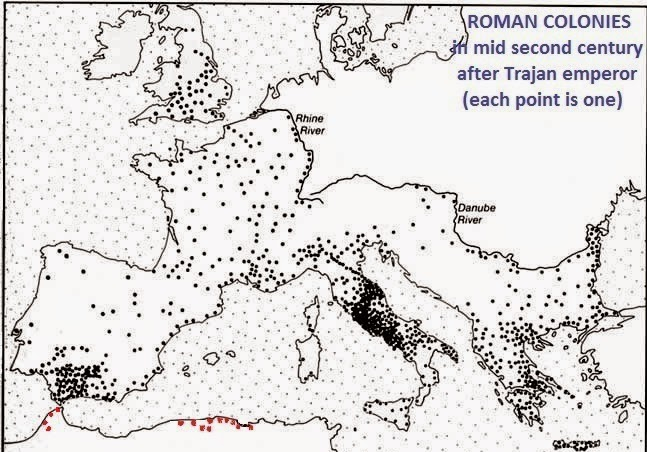
Colônias romanas ao redor do Império durante o século II a.C.

O termo vem do latim, designando o estabelecimento de fraternidades do Império Romano, geralmente para fins agrícolas e pecuários, fora do território de Roma. Ao longo da história, a formação de colónias foi a forma como a raça humana se espalhou pelo mundo. Nesse período da pré-história, a colonização de territórios não era geralmente acompanhada pelo uso da força — a não ser para lutar contra eventuais animais que os ocupassem.
As primeiras colónias conhecidas também não foram fundadas com o uso da força, uma vez que se pensa que esses territórios não eram ainda habitados. A Suméria, que deu origem à grande civilização da Mesopotâmia, começou há cerca de 5 000 anos, com base em pequenas colónias ou cidades-estados.[carece de fontes?]
No entanto, à medida que a população foi crescendo, a colonização passou a ter o carácter de dominação de povos que ocupavam determinado território - foi dessa forma que Roma colonizou quase toda a Europa sendo um exemplo a Hispânia região onde hoje fica Portugal e Espanha. Antes dos romanos, os fenícios tinham também estabelecido colónias a toda a volta do Mediterrâneo e na Península Ibérica, tendo-se também estabelecido em Goa por volta de 1 775 a.C.; mais tarde, os árabes ocuparam muitas partes dessa região, para além de regiões a oriente e conquistaram quase toda o Reino Visigótico na Península Ibérica que se tornou conhecida como Alandalus.[carece de fontes?]

### Era Moderna
No final da Idade Média na Europa, alguns países costeiros — dos quais o primeiro foi Portugal — começaram a explorar o mundo, como forma de expandir os seus mercados. Primeiro, estabelecendo acordos com os povos que "descobriam", mas depois entrando em conflito com eles — e uns com os outros — no sentido de tentarem obter o monopólio de determinados produtos e rotas comerciais. Esta foi a primeira forma de imperialismo, em que vários países europeus, principalmente Portugal, Espanha, França e a Inglaterra (mais tarde o Reino da Grã-Bretanha), constituíram grandes impérios coloniais abrangendo praticamente todo o mundo.[carece de fontes?]
A exploração desenfreada dos recursos dos territórios ocupados — incluindo a sua população, quase totalmente aniquilada, como nas Américas, ou escravizada que espalharam pelo resto do mundo, neste caso aproveitando-se das sociedades escravocratas africanas — levou a movimentos de resistência dos povos locais e, finalmente à sua independência, num processo denominado descolonização, terminando estes impérios coloniais em meados do século XX.[carece de fontes?]
Em uma situação colonial os nativos do território colonizado carecem de autonomia — embora possam estar politicamente representados em corpos governamentais — e estão sujeitos à soberania do território metropolitano. Grande parte da África e a totalidade da América foram colônias das potências da Europa durante séculos (especialmente entre os séculos XV e XIX), até que as guerras de independência do século XX e o processo de descolonização auspiciado pela ONU imediatamente depois da Segunda Guerra Mundial permitiram aos territórios ganhar sua independência.[carece de fontes?]

### Século XXI

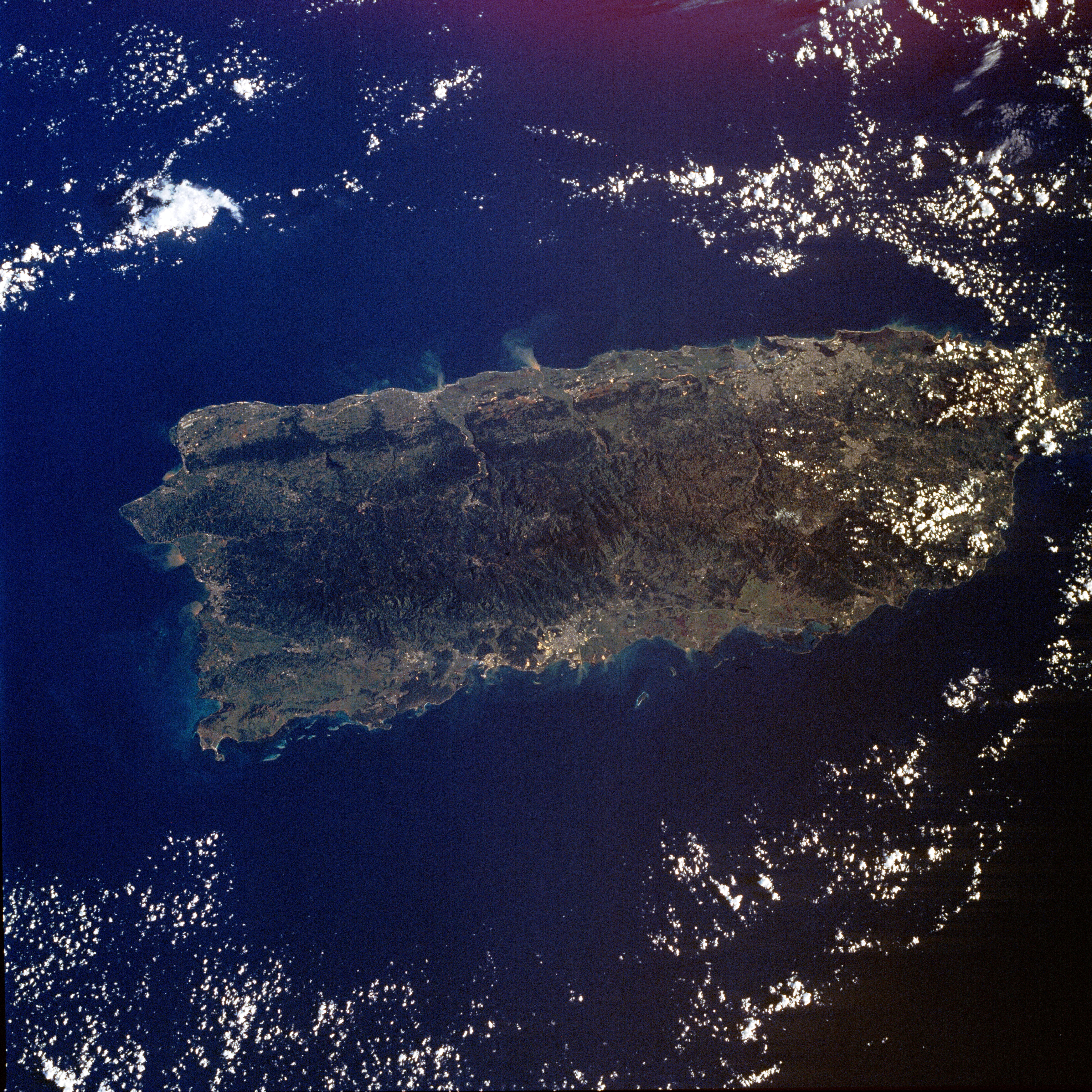
Porto Rico, considerada por alguns a colônia mais antiga do mundo

Atualmente, 16 territórios no mundo são considerados colônias (Anguilla, Bermudas, Gibraltar, Guam, ilhas Caimão, ilhas Malvinas, Turks e Caicos, ilhas Virgens Britânicas, ilhas Virgens Americanas, Monserrate, Nova Caledônia, Pitcairn, Saara Ocidental, Samoa Americana, Santa Helena e Tokelau), ainda que a denominação possessões ultramarinas contenha um bom número de entidades sujeitas a um status jurídico similar. Outras unidades, ainda que não correspondam exatamente a esta definição, são consideradas às vezes colónias por elementos nacionalistas, como os Açores, a Madeira e as ilhas Canárias.[carece de fontes?]
Não existem colónias no sentido político estrito referido acima — a última a ganhar a sua independência foi provavelmente o Timor-Leste, em 2002 –, mas existem colonatos nos territórios árabes ocupados por Israel e o Saara Ocidental encontra-se ocupado pelo Marrocos, o que podem considerar-se formas de colonização. Por outro lado, a ingerência das potências industrializadas nos assuntos internos de outros países menos desenvolvidos, tem sido considerado como uma forma de colonização, referida como neocolonialismo. Como exemplos, podem apontar-se a exportação maciça de armamento russo para Moçambique e outros países recém-independentes ou a recente invasão do Iraque pela coligação de países ocidentais.[carece de fontes?]
Alguns territórios decidiram democraticamente manter-se ligados à antiga potência colonial, como "territórios ultramarinos", que gozam de autonomia, têm governo próprio e apenas se subordinam à "mãe-pátria" em termos militares e diplomáticos, não podendo, portanto, considerar-se colónias, no sentido político do termo. Exemplos destes territórios são várias ilhas das Caraíbas, como Guadalupe e Martinica, que são dependências de França, as Antilhas Neerlandesas, dependência dos Países Baixos, e as Bermudas, dependentes do Reino Unido.[carece de fontes?]